# Victory (Nowy Jork)
Victory – miasto w Stanach Zjednoczonych, w stanie Nowy Jork, w hrabstwie Cayuga.